# Brignole Mária Katalin monacói hercegné
Brignole Mária Katalin (Genova, 1737. október 7. – Wimbledon, 1813. március 18.) monacói hercegné, III. Honoré monacói herceg felesége.
A genovai Rosso Palotában született, Brignole József itáliai nemes és Balbi Mária Anna nemeshölgy egyetlen gyermekeként.
Apai nagyszülők: Brignole Anton Gyula (Groppoli 7. márkija) és Brignole Izabella.
Amikor Mária Katalin édesapja genovai nagykövetként Franciaországba érkezett, a hölgy és édesanyja, Mária Anna gyakori vendégei lettek a párizsi előkelő szalonoknak s a versailles-i királyi udvarnak is. Mária Katalin életrajzírója, Philippe Paul, Ségur grófja úgy jellemezte őt, mint „Franciaország legszebb nője”.
1755-ben Katalin beleszeretett Condé hercegébe, a 19 éves V. Louis Joseph de Bourbon–Condé hercegbe (1736–1818), aki akkor már 2 éve házasember volt. Ezért Katalin anyja, aki állítólag III. Honoré monacói herceg szeretője volt, meggyőzte leányát arról, hogy milyen előnyös lenne, ha feleségül menne a férfihoz, ami végül meg is történt, s 1757. június 5-én hozzáment a 36 éves uralkodóherceghez, akivel 13 évig voltak házasok, és két fiuk született:
- Honoré (1758. május 17. – 1819. február 16.), aki 1795. március 12-től, IV. Hunor néven lett Monaco uralkodóhercege, s aki 1777. július 15-én nőül vette a 17 éves Aumont-i Lujza Félicité Viktória La Meilleraye-i hercegnőt, kitől két gyermeke született házasságuk körülbelül 21 éve alatt, Honoré és Florestan. 1798-ban váltak el.

- József Jeromos (1763. szeptember 10. – 1816. június 28.), ő 1782. április 6-án elvette a 15 esztendős Choiseul-i Mária Terézt, Choiseul Étienne Ferenc herceg unokahúgát, akivel 12 évig élt házasságban. Három leányuk született, Mária Kamilla, Athéné és Delfina. Feleségét, annak arisztokrata származása miatt 1794. július 27-én a francia forradalmárok kivégezték. Özvegye újranősült, ám második nejétől, Frances Rainfordtól nem születtek gyermekei.

A Brignole család ezzel a friggyel szerette volna növelni társadalmi és politikai státuszát, amit a francia udvar is támogatott, csakhogy növelje diplomáciai befolyását Monacóban. Honoré herceg azt megelőzően már sok házassági ajánlatot kapott arisztokrata családok hajadonjaitól, mégis Katalint választotta közülük, kiemelkedő összegű hozománya és híres szépsége okán. Habár a hölgy édesapja nem értett egyet az esküvővel, hiszen állítólag felesége is Honoré szeretője volt, végül mégiscsak létrejöhetett a frigy, miután XV. Lajos francia király 1757-ben beleegyezett abba, hogy támogatni fogja a száműzött herceg trónigényét Monacóban. Mária Katalin hajón érkezett meg új hazájába, genovai nemesek társaságában, ám amikor kikötöttek, Honoré nem ment fel a fedélzetre, hogy üdvözölje menyasszonyát. Amikor mások rákérdeztek a hercegnél, hogy miért tette ezt, ő azt felelte, hogy uralkodóként inkább neki járna több tisztelet Máriától, tehát a hölgy jöjjön oda hozzá. Erre a felháborodott genovai arisztokraták azt üzenték a vőlegénynek, hogy a kisasszony Itáliában éppúgy uralkodói sarj, mint Honoré Monacóban, s nem hajlandó megalázkodni a monacói nemesség előtt. Emiatt a kínos incidens miatt a hajó még napokig vesztegelt a kikötőben, ám a felek végül megegyeztek abban, hogy félúton a hajó és a szárazföld között fognak találkozni egymással, egy gyorsan felállított hídon állva.
Ezek ellenére frigyük békésen indult, s két gyermekük jött világra. A hercegné Matignon-ban élt, ahol sok időt töltött igazi szerelme, Condé hercegének társaságában, aki 1760-ban megözvegyült. Mária csak ritkán vett részt a monacói hercegi udvar életében, amitől férje csak egyre féltékenyebb lett, s kérte feleségét, hogy írásban adja át neki véleményét ezekkel kapcsolatban. Állítólag a hercegné egyszer órákig volt egyedül egy jóképű nemes ifjúval, akit arra kért, segítsen neki kinyitni egy beragadt szekrényajtót. Ezt követően Honoré már annyira féltékeny lett, hogy házasságuk végérvényesen megromlott. A megözvegyült Condé és a hercegné szerelme ekkoriban vált komollyá.
1769 körül az asszony kezdeményezte, hogy a Lassay Hotelben rendezkedjenek be szeretőjével, akinek egyébként is abban az épületben volt az elsődleges tartózkodási helye, a párizsi Bourbon-palotában. 1770-ben Honoré herceg lezárta a monacói határokat, hogy felesége ne tudja őt elhagyni, ám Katalin még azon az éjjelen elszökött férjétől a balkonon keresztül, s többé nem tért vissza. Sikerült Franciaországba utaznia, egészen Le Mans-ig (Párizstól délnyugatra). Egy ottani kolostorban talált menedéket, majd pedig visszajutott Párizsba. Kapcsolatát Condé-val még az újdonsült francia királyné, a csupán 18 esztendős Mária Antónia is rossz szemmel nézte. 1774 körül a szerelmesek belekezdtek a Hotel Monaco építésébe, hogy ott alakítsák ki közös, végleges rezidenciájukat, a Bourbon-palota közelében, a párizsi Szent Dominik utcában. Az épület három év múlva készült el teljesen. Honoré ezek után teljesen elfordult hűtlen feleségétől, s saját szeretőket keresett magának. Mária később azt írta volt férjének egy levélben, hogy házasságukat három szóval lehetne összegezni: kapzsiság, bátorság és féltékenykedés.
A volt monacói hercegné 1789-ig, a francia forradalomig együtt élt Franciaországban Condé herceggel, utána pedig Németországba távoztak, később Nagy-Britanniába. 1795-ben Honoré herceg elhunyt, 1798. október 24-én pedig a szerelmesek Londonban összeházasodtak. Condé az emigráns sereg vezetője lett, ezért újdonsült nejének módjában állt pénzügyi téren is segíteni a száműzött francia közösségi hadseregnek. A párnak nem született gyermeke frigyük 14 éve során.
Mária Katalin 1813. március 18-án, 75 évesen halt meg az angliai Wimbledonban. Temetése április 5-én volt, a Szent Alojziusz-templomban, London középső, Somers Town nevű negyedében.